# Verneuil-sous-Coucy
 Verneuil-sous-Coucy  là một xã ở tỉnh Aisne, vùng Hauts-de-France thuộc miền bắc nước Pháp.